# Bridge of Balgie

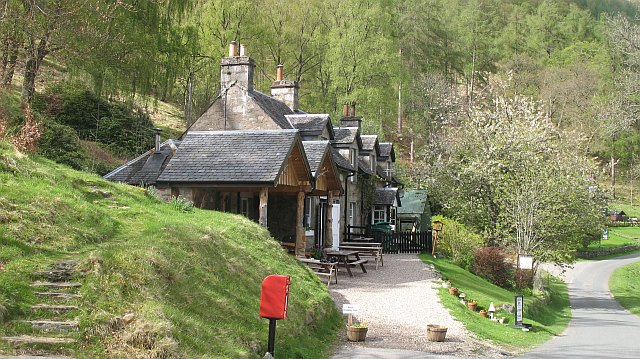
Der Laden mit der Post

Bridge of Balgie ist eine Ortschaft, die im Norden von Schottland zwischen Inverness im Norden und Perth im Südosten in der Region Perth and Kinross liegt. Im Rahmen der historischen Gliederung Schottlands in Civil Parishes zählt es zu Fortingall, das zu Perthshire gehörte.

## Geographie
Bridge of Balgie umfasst rund ein Dutzend Häuser, die sich lose auf beide Seiten des Flusses River Lyon verteilen. Eines der auf der nördlichen Seite gelegenen beinhaltet ein Geschäft, das zugleich als Post fungiert.

## Historisch Bedeutsames
Seinen Namen trägt die Ortschaft nach einer Brücke, mit der der Fluss gequert werden kann. Sie ist seit 1971 als Listed Building der Kategorie B ausgewiesen und steht somit unter Denkmalschutz.